# Neocentrophyidae
Neocentrophyidae är en familj av djur. Neocentrophyidae ingår i ordningen Homalorhagida, fylumet pansarmaskar och riket djur. I familjen Neocentrophyidae finns 5 arter.
Kladogram enligt Catalogue of Life och Dyntaxa:
| Neocentrophyidae | \| \| Neocentrophyes \| \| \| \| \| \| Paracentrophyes \| \| \| \| |
|                  | \| \| Neocentrophyes \| \| \| \| \| \| Paracentrophyes \| \| \| \| |
|                  | Pycnophyidae                                                       |
|                  |                                                                    |
|                  | Neocentrophyes                                                     |
|                  |                                                                    |
|                  | Paracentrophyes                                                    |
|                  |                                                                    |

|  | Neocentrophyes  |
|  |                 |
|  | Paracentrophyes |
|  |                 |